# Montebello Jonico
Montebello Jonico è un comune italiano di 5 465 abitanti della città metropolitana di Reggio Calabria in Calabria.

## Geografia fisica

### Territorio
Il comune (casa comunale) sorge a 425 m s.l.m. e presenta uno sviluppo altimetrico che va dagli 0 metri s.l.m. (Saline Joniche) a 1081 metri s.l.m. (Embrisi). Il territorio ha fatto parte della Comunità montana Versante dello Stretto, oggi abolita. Al suo territorio appartengono le frazioni di Fossato Ionico e Saline Joniche, gli altri agglomerati abitativi sono contrade minori, senza alcun rilievo giuridico e prive di delegazioni municipali. La conformazione orografica del comune influisce sulla distribuzione demografica: solo il 20% della superficie è abitata. Il sistema idrografico è costituito dalle fiumare di Sant'Elena, Molaro e Dadora.

## Origini del nome
Il suo nome deriva dal latino mons belli (monte di guerra).

## Storia
All'interno della guerra fra francesi e spagnoli per il possesso del regno di Napoli, durata tre anni (1502-1504), ebbe luogo la famosa Disfida di Barletta, un episodio marginale ma non certo insignificante che esaltò gli spagnoli e prostrò psicologicamente i francesi che da allora subirono sconfitte fino all'estromissione definitiva dal regno di Napoli. Visti i risultati della disfida di Barletta, il gran capitano Ferrante Consalvo di Cordova, rappresentante di Ferdinando I il cattolico re di Spagna, insignì di titoli ed onori tutti duellanti, e donò a Ludovico Abenavoli del Franco un feudo in Basilicata. Dal momento però che questo feudo risultava appartenere ad un altro barone gli venne concessa come compenso l'esenzione annua di 150 ducati sulla gabella del vino di Napoli, per sé per i suoi eredi e successori fintantoché non sarebbe stato possibile uno scambio e quindi una donazione di un feudo. Questa opportunità si verificò nel 1507, allorché si rese libera una baronia in Montebello Jonico. Questa venne donata a Ludovico Abenavoli del Franco che divenne così il primo barone della casata Abenavoli del Franco di Montebello (che confluirà nel ramo femminile di Maria Abenavoli del Franco nel 1702 dopo la strage di Pentedattilo e l'allontanamento del barone Bernardino). Gli Abenavoli del Franco oltre al possesso dei beni esercitavano il “banco di giustizia”, ossia l'amministrazione della giustizia nel feudo in nome e per conto del re, ma il tragico luttuoso evento del 14 aprile 1686 fece venir meno la fiducia reale: all'incirca nel 1696 Montebello e Fossato furono riunificate da Carlo II (ultimo re degli Asburgo) in un marchesato che fu assegnato ai nobili Mazzacuva. Nel 1677 Ferdinando Mazzacuva ne divenne il padrone assoluto, si insediò nell'antico Palazzo Baronale, e la piazza principale di Montebello gli è stata intitolata.
Probabilmente, in origine, faceva parte del feudo di Motta Sant'Aniceto. Giuseppe Bonaparte individuò il territorio con due nomi distinti: Montibello e Fossato. Nell'anno 1811 il comune assunse il nome di Montebello. Fino all'Unità d'Italia, assunse il nome generico di Montebello alternativamente a quello di Fossato, come da atti di stato civile dal 1811 al 1860.
Nel Dizionario dei paesi del Regno delle due Sicilie, edito nel 1824, il Comune è individuato come Fossato con sede della residenza comunale in Montebello.
Per tutti gli anni successivi e fino all'Unità d'Italia, nei registri dello stato civile compare alternativamente sotto i due nomi e cioè: Comune di Montebello, senza alcun'altra dicitura, e Comune di Fossato. Nel I Censimento del Regno d'Italia Montebello compare nell'elenco dei Comuni che hanno cambiato nome ed assume quello di Fossato di Calabria Ulteriore I.
Nell'anno 1862, sul frontespizio del Registro degli atti di nascita, si legge: Comune di Melito - Sotto Comune di Fossato. A sancire la denominazione di Fossato di Calabria Ulteriore I è il Decreto Regio di Vittorio Emanuele II, emanato in data 8 maggio 1864, con il quale viene autorizzato il cambio di denominazione in Fossato Calabro.
Sul frontespizio del Registro degli atti di nascita del 1865 si legge infatti Comune di Fossato Calabro. Questa denominazione permane fino al 7 aprile del 1890, data in cui il comune cambia definitivamente il nome in Montebello Jonico, in seguito a richiesta formale su delibera del Consiglio comunale del 15 dicembre 1889.

### Simboli
Lo stemma è stato riconosciuto con decreto ministeriale del 15 giugno 1898.
Il gonfalone è un drappo di azzurro.

## Monumenti e luoghi d'interesse
Il paese ha un impianto urbanistico medioevale e il suo centro storico è caratterizzato da viuzze e scalinate.
Tra i principali luoghi di interesse si segnalano:
- Chiesa Arcipretale Protopapale di Montebello Jonico, dedicata a Maria Santissima presentata al Tempio, patrona del comune. Qui è presente una statua risalente alla scuola Toscana attribuita al Gagini. La scultura marmorea scolpita a tutto tondo raffigura la Madonna col Bambino in braccio e, nella parte inferiore, sono presenti dei bassorilievi. Sempre nella Chiesa di Montebello Jonico è presente un dipinto del 1600, due antichissime acquasantiere in marmo, che riportano alla base stemmi araldici. Sono presenti inoltre statue e quadri molto antichi, raffiguranti la Madonna, il Cristo e i Santi. La chiesa è a tre navate, lungo le quali sono raffigurati "I misteri del S. Rosario". Sia nelle navate laterali che nella navata centrale sono presenti delle vetrate;
- La chiesa di San Leonardo; chiesa minore contenente la statua del compatrono del comune;
- La Cappella dei Santi Pietro e Paolo; chiesa minore di Montebello situata nella contrada di Mastropietro, dove sono presenti le statue degli altri due compatroni del comune;
- le rovine del castello baronale dove ora sorge il Cimitero;
- I ruderi della Chiesa di S. Maria extra moenia;
- il Palazzo baronale, situato in piazza Mazzacuva accanto alla chiesa protopapale;
- La Chiesa dei santi Cosma e Damiano, situata nella contrada Masella di recente costruzione;
- Il santuario dell'Annunciazione situato in Montebello sul confine con fossato, meta ogni 25 marzo della processione che dalla chiesa madre del comune un'immagine della B.V Maria viene portata presso l'omonimo santuario mariano, dove si incontrano per un momento di preghiera comune la parrocchia Maria Santissima della Presentazione di Montebello e Maria Santissima del Buon Consiglio di Fossato;
- "A rocca i santa lena" situata di fronte al capoluogo, una roccia molto particolare che ricorda un po' la cresta di un gallo;
- Un mulino antico situato a sud di Montebello sul lato est della fiumara
- Il paesaggio di Montebello molto suggestivo, nella fiumara a tratti delle gole molto strette e profonde, la vegetazione fa parte della macchia mediterranea

Nella frazione di Saline si trovano i laghetti naturali, una zona acquitrinosa costiera ove sosta l'avifauna migratoria che risale la penisola italiana. Qui vi si può visitare la chiesa del SS. Salvatore.
Nella frazione di Fossato Ionico si possono vedere:
- Il "Palazzo Piromallo" conosciuto con il nome di "A Turri", la residenza estiva dei Baroni, restaurato per l'ultima volta nel 1892 ed ora, di proprietà privata, con parte del tetto dell'ala Ovest crollata;
- La chiesa parrocchiale dedicata alla Beata Vergine del Buon Consiglio, eletta parrocchia nel 1728 ed elevata a Dittereale il 29 novembre 1772 con bolla arcivescovile di monsignor Capobianco. Il sacro quadro è di autore ignoto ma di Scuola Gagginesca napoletana. Le sue pareti sono coperte con mosaici moderni di pregiata fattura. Restaurata con i Contributi della Regione Calabria agli inizi degli anni 2000. La festa della santa Patrona si celebra l'8 settembre di ogni anno. La processione della sacra immagine percorre le vie del paese e delle frazioni.
- I ruderi dell'antico "Monastero Bizantino di San Giovanni", località che sovrasta la frazione Mulino;
- Ad un km circa dal centro abitato, sulla sponda sinistra della Fiumara Sant'Elia, l'"Affresco di Sant'Anastasìa", tra i ruderi dell'edicola basiliana di Sant'Anastasio, recentemente restaurato in parte a cura della Sovraintendenza;
- Le "Grotte della Lamia", a tre km dall'abitato di Fossato Ionico. Esse rappresentano una delle grotte più grandi, di origine marina, scoperte nella provincia di Reggio Calabria;
- Le Rocche di Prastarà, nei pressi della contrada Masella;
- Il Borgo Rocca Calojero, situato nei pressi di Saline Joniche dove si possono ammirare la dimora estiva della Duchessa e del Barone Piromallo (oggi private e non accessibili al pubblico), la cava da cui è stata estratta la pietra del con cui è stato costruito il borgo e alcune parti della Ferrovia e anche l'immensa rocca sotto cui sorge il magico borgo che ospita tre postazioni militari della 1^ Guerra Mondiale. Accanto al borgo sono presenti le rovine della vecchia OGR (Officina grandi riparazioni).

## Società

### Tradizioni e folclore
- Ogni 24 e 25 marzo si celebra la festa religiosa di Santa Maria dell'Annunciazione, festa solennizzata con canti, botti e una processione con l'icona dell'Annunziata, nel vespero del 24 marzo, partendo dalla chiesa protopapale, alla volta del santuario mariano omonimo. Il 25 vi è la "discesa" del quadro alla volta della chiesa madre. A questa festa partecipa anche la comunità di Fossato J. oltre a quella montebellese.
- Il 14-15 agosto si celebra il transitus Beatae Virginis, l'Assunzione di Maria Santissima. È celebrata la sera del 14 agosto con una processione di un quadro settecentesco dell'Assunzione, che dalla chiesa protopapale è trasportata nel locale cimitero, dove è riposta tutta la notte, per poi la mattina seguente essere riportata dai fedeli nella protopapale dove è celebrata la Messa solenne nel rito bizantino. Il 27 agosto vi è la storica fiera di Santa Filomena.
- Il 21 novembre è celebrata la festa della patrona del comune con la liturgia in rito bizantino.

### Evoluzione demografica
Abitanti censiti

### Istruzione
Le scuole di ogni ordine e grado del Comune di Montebello Jonico afferiscono all' Istituto Comprensivo Statale "Montebello Jonico - Motta San Giovanni" con sede amministrativa nello stesso comune jonico.

## Economia
Nella frazione di Saline Joniche si trovano gli insediamenti industriali della ex Liquichimica Biosintesi, realizzati con i fondi del famoso "Pacchetto Colombo" e mai entrati in funzione, che danno al territorio l'aspetto di un piccolo "cimitero industriale". L'economia di Montebello Jonico si basa principalmente sull'agricoltura, molto sviluppata nell'entroterra, con la coltivazione delle olive e di frutteti specializzati (castagne - mele - prugne) sull'altopiano di Embrisi.
A Saline Joniche sono state localizzate numerose strutture industriali mai entrate in funzione; come le Officine Grandi Riparazioni (il più grande centro per la riparazione dei vagoni ferroviari del sud d'Italia) e la ex Liquichimica per cui, di recente, è stato elaborato un contestato progetto di riutilizzo per l'impianto di una centrale a carbone.

## Infrastrutture e trasporti

### Stazioni ferroviarie
La frazione di Saline Joniche è servita una stazione ferroviaria in cui operano treni regionali di Trenitalia verso Reggio Calabria e Rosarno (direzione tirrenica), Melito Porto Salvo e Roccella Jonica (direzione Ionica). In stazione è presente una biglietteria Self-Service.

### Strade
Il comune è servito da:
•SS106 che lo collega a Reggio Calabria e a Taranto.
•Strada Provinciale che collega Montebello Jonico, Fossato, Masella e altre frazioni alle zone sottostanti (Saline Joniche, Sant'Elia...).

## Amministrazione
| Periodo           | Periodo           | Primo cittadino                                            | Partito                            | Carica                    | Note                 |
| ----------------- | ----------------- | ---------------------------------------------------------- | ---------------------------------- | ------------------------- | -------------------- |
| 10 ottobre 1988   | 5 giugno 1993     | Giuseppe Gullì                                             | Democrazia Cristiana               | Sindaco                   | [ 5 ]                |
| 7 giugno 1993     | 28 aprile 1997    | Nicola Briguglio                                           | Partito Democratico della Sinistra | Sindaco                   | [ 6 ]                |
| 28 aprile 1997    | 12 novembre 1998  | Nicola Briguglio                                           | Lista civica di centro-sinistra    | Sindaco                   | [ 7 ] [ 8 ]          |
| 12 novembre 1998  | 14 giugno 1999    | Rosario Fusaro                                             |                                    | Commissario straordinario | [ 9 ]                |
| 14 giugno 1999    | 14 giugno 2004    | Loris Maria Nisi                                           | Lista civica di centro-sinistra    | Sindaco                   | [ 10 ]               |
| 14 giugno 2004    | 8 giugno 2009     | Loris Maria Nisi                                           | Lista civica                       | Sindaco                   | [ 11 ]               |
| 8 giugno 2009     | 24 aprile 2013    | Antonio Guarna                                             | Lista civica                       | Sindaco                   | [ 13 ] [ 14 ]        |
| 24 aprile 2013    | 1 giugno 2015     | Antonio Giaccari Giuseppe Guglielmo Giliberto Mario Muccio |                                    | Commissari straordinari   | [ 15 ] [ 16 ] [ 17 ] |
| 1 giugno 2015     | 23 settembre 2020 | Ugo Suraci                                                 | Lista civica                       | Sindaco                   | [ 19 ]               |
| 23 settembre 2020 | in carica         | Maria Foti                                                 | Lista civica                       | Sindaco                   | [ 21 ]               |